# Claudia Wunderlich
Claudia Wunderlich (n. 16 februarie 1956, Halberstadt, Saxonia-Anhalt, Germania) este o fostă handbalistă est-germană care a făcut parte din lotul echipei naționale de handbal a RDG, medaliată cu aur la Campionatul Mondial din 1978 și cu bronz olimpic la Moscova 1980. Wunderlich a evoluat pe postul de extremă.

## Carieră
Sportiva a fost legimitată la SC Magdeburg. Cu echipa din Magdeburg a câștigat titlul național din 1981. În anul 1983 echipa a ajuns în finala Cupei Cupelor. În meciul tur, SC Magdeburg a învins echipa iugoslavă RK Osijek la o diferență de șase goluri, 27-21. În retur, la Osijek, handbalistele din Iugoslavia au câștigat cu 25-19, și au obținut trofeul deoarece au marcat mai multe goluri în deplasare.
Claudia Wunderlich a debutat la echipa națională a RDG în 1976, într-un meci împotriva Norvegiei. A câștigat cu echipa RDG medalia de aur la Campionatul Mondial din 1978. Doi ani mai târziu a câștigat medalia de bronz cu formația est-germană la Jocurile Olimpice de la Moscova. La Campionatul Mondial din 1982 echipa RDG a ajuns pe locul 4. Wunderlich a jucat pentru RDG 149 de meciuri, în care a marcat 233 de goluri.
Handbalistei i s-a decernat în 1979 medalia de bronz a Ordinului Patriotic de Merit, iar în 1984 medalia de argint.

## Palmares

### Club
- Campionatul RDG:
  -  Câștigătoare: 1981

- Cupa Cupelor:
  - Finalistă: 1983

### Echipa națională
- Jocurile Olimpice:
  -  Medalie de bronz: 1980

- Campionatul Mondial:
  -  Medalie de aur: 1978